# Madame Papavoine
Madame Papavoine, född okänt år, död efter 1761, var en fransk kompositör. Hon var gift med violinisten Louis-August Papavoine och är även känd under sitt födelsenamn Mlle Pellecier. 

## Verk
- Les arrets d’amour, cantatille
- La tourterelle, cantatille
- Les charmes de la voix, cantatille
- La fête de l’amour, cantatille
- Issé, cantatilles as
- Le joli rien, cantatille
- Le triomphe des plaisirs, cantatille
- Le Cabriolet, cantatille
- Nous voici donc au jour l’an
- Vous fuyez sans vouloir m’entendre, chanson (1756)
- Reviens, aimable Thémire, ‘pastoralle’ (1761)
- La France sauvée ou Le triomphe de la vertù, cantatille